# Белянка (Новотарзький повіт)
Белянка (пол. Bielanka) — село в Польщі, у гміні Раба-Вижна Новотарзького повіту Малопольського воєводства.
Населення — 458 осіб (2011).
У 1975-1998 роках село належало до Новосондецького воєводства.

## Демографія
Демографічна структура станом на 31 березня 2011 року:
|          | Загалом | Допрацездатний вік | Працездатний вік | Постпрацездатний вік |
| -------- | ------- | ------------------ | ---------------- | -------------------- |
| Чоловіки | 229     | 46                 | 164              | 19                   |
| Жінки    | 229     | 58                 | 131              | 40                   |
| Разом    | 458     | 104                | 295              | 59                   |